# Matthäus Daniel Pöppelmann
Matthäus Daniel Pöppelmann (Herford, 1662. május 3. – Drezda, 1736. január 17.) német barokk-rokokó építész, a barokkból a rokokó felé vezető stílus jelentős képviselője. Leghíresebb munkája a Drezdai Zwinger.

## Élete
Egy vesztfáliai város, Herford kereskedő családjából származott. Több őse is városi tanácsos volt a harmincéves háború idejéig, apjának azonban már csak egy kis üzlete volt.
A Fridericianum gimnázium diákja volt, majd 18 évesen lépett be a szász építési hatósághoz. Mint a korai modern korszak első fontos építője, nem művész vagy katonai mérnök volt, hanem magas tekintélyű hatóság. 1686-ban építőmérnökként városi házak építésével foglalatoskodott. Pályafutása 1705-ben kezdődött, amikortól előléptetését követően új lakóházat is tervezett. 1710 augusztusában tanulmányi útra indult Bécsbe, Rómába és Nápolyba, 1715-ben Párizsba, Belgiumba és Hollandiába. M. Daniel Pöppelmann 1718-ban Johann Friedrich Karcher Oberlandbaumeister utódjaként Drezda város főépítésze lett, 1734 októberéig, ekkor lemondott az Oberbauamtról. Utódja Johann Christoph Knoebel lett. Néhány hónappal később Pöppelmann súlyosan megbetegedett és 1736. január 17-én meghalt. A Drezdai Matthäuskirche kriptájában temették el.
Fő műve a világhírű drezdai Zwinger, a német barokk legeredetibb alkotása, mely 1710-1728 között épült.

## Főbb munkái
- Drezdai Zwinger (1711-1728), amelyet a Balthasar Permoser szobrásszal közösen készített.
- Drezdai japán palota (1715)
- Pillnitz kastély (1720-1723)
- Großsedlitz kastély (1720)
- Graditz kastély és udvar (1722)
- Joachimstein (1722-1728)
- Moritzburgi vadászház rekonstrukciója (1723-1733)
- Dresda, Augustusbrücke (1727-1731)
- Drezda, A három király templom  (1732-1739), amely Pöppelmann halála után fejeződött be.

Ezenkívül számos, később megépült, vagy meg nem épített tervet is benyújtott.